# Eudorylas absonditus
Eudorylas absonditus är en tvåvingeart som först beskrevs av Hardy 1954.  Eudorylas absonditus ingår i släktet Eudorylas och familjen ögonflugor. Inga underarter finns listade i Catalogue of Life.